# Psammoecus spinosus
Psammoecus spinosus is een keversoort uit de familie spitshalskevers (Silvanidae). De wetenschappelijke naam van de soort werd in 1888 gepubliceerd door Antoine Henri Grouvelle.